# روس مارلو لينس
روس مارلو أنتوني لينس (بالإنجليزية: Ross Marlo Anthony Lence؛ 19 ديسمبر 1943 – 11 يوليو 2006) كان أستاذًا أمريكيًا في العلوم السياسية في جامعة هيوستن من 1971 حتى 2006، حاز خلالها على منصب Ross M. Lence Distinguished Teaching Chair ولقّب بـ "باحث جون وريبيكا مورز" في الجامعة. درّس الفلسفة السياسية، والفكر السياسي الأمريكي، والحكومة الأمريكية في كليتي العلوم السياسية والشرف.

## السيرة الأكاديمية والمهنية
حصل لينس على شهادة الدكتوراه من جامعة إنديانا في بلومنغتون عام 1970 بعد دراسات سابقة في جامعة شيكاغو وجورجتاون. بدأ التدريس في جامعة هيوستن عام 1971، وشغل منصب مدير الدراسات الجامعية بعلوم السياسية لمدة 23 عامًا، وساهم بفعالية في تطوير المناهج والتعليم العالي في الكلية.

## فلسفة التدريس والتأثير الأكاديمي
كان لينس أستاذًا فذًّا معروفًا بأسلوبه التعليمي المحفّز، حيث نُقل عنه:
> "My goals are modest... All I want is to teach my students how to think, and the difference between right and wrong." > – مدرسة من طلابه.
وكان يدرّس بأسلوبٍ حواري (سقراطي)، يمزج التفكير العميق بالروح الفكاهية، يقال إنه كان يطلب من طلابه أن يكونوا:
> “بجرأة في التفكير، ودقة في الكلام، واعتدال في العمل.”.
كما شارك كثيرًا في مدرسة Liberty Fund النمطية، وشكل في طلابه مجتمعًا فكريًا متميزًا.

## الإرث والجوائز
جهود لينس في التعليم جعلت اسمَه محفورًا في جامعة هيوستن: ففي يناير 2007 أُطلقت جوائز "Ross M. Lence Awards for Teaching Excellence" في كلية الآداب والعلوم الاجتماعية لتكريم التميّز في التدريس على اسمه. كما تدير الجامعة برنامجًا سنويًا يُعرف بـ Ross M. Lence Master Teacher Residency، يستضيف معلمين بارزين تكريمًا لأسلوبه الحواري والمنفتح في التعليم.